# Музеј Старо село (Кумровец)
Музеј Старо село је први и најпознатији хрватски етно музеј на отвореном Хрватског Загорја са краја 19. и почетка 20. века, данас ради у склопу Музеја Хрватског Загорја.

## Историја
Развој Музеја Старо село се везује за 1947. годину када су људи из Југославије долазили у Кумровец да виде родну кућу Јосипа Броза Тита када је Урбанистички завод Републике Хрватске израдио план простора од Зелењака до Развора, а Маријана Гушић, тадашња директорка Етнографског музеја у Загребу, је написала студију о насељу Кумровец. Године 1948. је изграђен хотел „Кумровец” који је од 1962. резиденција Јосипа Броза Тита, а у дворишту имања је постављена његова скулптура коју је радио Антун Аугустинчић. Маријана Гушић је 1950. уредила етнографску поставку десног дела родне куће Јосипа Броза Тита, док је у левом делу постављена биографска поставка, уметничко дело Еда Ковачевића и Павао Унгара. Министарство за просвету, науку и културу је 1952. основало Музеј у Кумровцу чији је директор био Зденко Војновић, уједно и директор Музеја за уметност и занатство у Загребу, а 1953. Музеј маршала Тита. Године 1963. је Меморијални музеј маршала Тита прешао под управу Музеја револуције народа Хрватске. Маријана Гушић је израдила конзерваторски каталог 61 објекта у Кумровцу и насељу Лончари и студију о заштити насеља Кумровец на основу које је Регионални завод за заштиту споменика културе 1969. Старо село прогласило спомеником културе прве категорије. Скупштина општине Клањец је 1973. године донела одлуку о проглашењу Кумровца спомеником природе и посебно заштићеним подручјем под називом Спомен парк „Кумровец” са приоритетним задатком очувања аутентичности објеката и околине. Садржи изложбену делатност, интерактивни музејско-образовни програм, манифестације које се реализују у сарадњи са КУД-овима Крапинско-загорске жупаније, публицистичку делатност и сувенирницу. Простире се на површини од 128.107 m². Од збирки садрже етнографску, културно-историјску, педагошку, историјску, колекцију кућног инвентара и сеоског намештаја, збирку народне сакралне уметности, народних инструмената, колекцију дрвених дечијих играчака, корпи и плетених производа, збирку керамике, текстила и текстилних рукотворина, алата и опреме, колекцију разгледница и честитки, намештаја, збирку предмета из хотела „Кумровец”, уметничку збирку, збирку јаслица, ускршњих јаја и колекцију маски.